# Rekviziter
Rekviziter je kazališni radnik koji se brine o predmetima koje glumci koriste na pozornici, a potrebni su im za probu ili predstavu. Za te predmete koristimo termin rekviziti, a skup svih tih predmeta unutar jedne predstave zove se rekvizita. Termin rekvizita često se upotrebljava i za skladište u kojem se drže rekviziti iz ranijih predstava iste kazališne grupe ili institucije. Sva terminologija vezana uz rekvizitu počinje se koristiti u kazališnom životu sredinom 19. stoljeća.
Bitno je naglasiti da se kazališni rekviziter koji brine isključivo o oružju koje se upotrebljava u predstavi ponekad naziva oružar.